# Cézac (Lot)
Cézac – miejscowość i gmina we Francji, w regionie Oksytania, w departamencie Lot.
Według danych na rok 1990 gminę zamieszkiwały 144 osoby, a gęstość zaludnienia wynosiła 8 osób/km² (wśród 3020 gmin regionu Midi-Pireneje Cézac plasuje się na 919. miejscu pod względem liczby ludności, natomiast pod względem powierzchni na miejscu 632.).